# Jelka Kljajić Imširović
Jelka Kljajić Imširović (Bač, 1947 – Beograd, 2006) jugoslovenska anarhistkinja, disidentkinja i mirovna aktivistkinja, sociološkinja principijelnih stavova i kritičke oštrice jednako upućene vlastima Socijalističke federativne republike Jugoslavije ( SFRJ), režimu Slobodana Miloševića u tzv. skraćenoj Jugoslaviji (SRJ), kao i „demokratskim“ vlastima nakon rušenja Miloševića.
Smatrajući da je vlast u SFRJ „ nesocijalistička“ Jelka Kljajić Imširović je bila je učesnica studentskih protesta 1968, a  kritički osvrt na jugoslovensku, marksističku Praxis – filozofiju, iznela i na Korčulanskoj letnjoj školi1971. godine. Zajedno sa krugom studenata Beogradskog univerziteta, nezadovoljnih prećutkivanjem da socijalistička država zapravo živi klasni sukob i to na štetu radničke klase, bila je uhapšena 1972. godine, osuđena prvostepeno na godinu i šest meseci, što je drugostepenom presudom promenjeno u godinu dana, koliko je i provela u zatvoru.
Uprkos iskustvu zatvora i ometanju njene naučne karijere, Jelka Kljajić Imširović je nastavila i sa aktivističkim i sa teorijskim radom.
Pred raspad, i sa ratovima u bivšoj Jugoslaviji, Jelka Kljajić Imširović što pokreće, što učestvuje u nizu antiratnih i feminističkih inicijativa. Jedna je od osnivačica Beogradskog ženskog lobija i Žena u crnom,  takođe je bila aktivna u Ženskom parlamentu, Centru za antiratnu akciju, Beogradskom krugu, Asocijaciji za žensku inicijativu (Ažin), Ženskim studijama-Beograd.

## Biografija
Jelka Kljajić Imširović rođena je u Baču (Vojvodina) 1947. godine, u kolonističkoj, zemljoradničkoj porodici. Osnovnu školu završila je u Baču, Gimnaziju u Bačkoj Palanci. Iako sklonija prirodnim naukama, upisuje studije sociologije na Filozofskom fakultetu u Beogradu: „Ni danas, posle više od 30 godina ne znam tačno da li je moj afinitet prema prirdnim naukama u gimnazijskim godinama bio više izraz spontanih afiniteta, ili društveno uslovljena forma izbegavanja suočavanja sa društvenom stvarnošću. bez stipendije, studije su bile mislena imenica, a stpendiju sam dobila za studije sociologije. Ali, i da se nisam našla na sociologiji, studentsku pobunu 1968. bih doživela, verujem, i kao moju pobunu".
Diplomirala je 1970. godine, i magistrirala na istom fakultetu 1982. godine. sa temom „Shvatanje savremenog društva u kritičkoj teoriji frankfurtske škole”.
U prvim godinama nakon izlaska iz zatvora, sarađivala je sa Radio Beogradom 3, pod tuđim imenom. Počevši od 1974. godine  zaposlila se kao bibliotekarka na Odeljenju za filozofiju i sociologiju Filozofskog fakulteta u Beogradu, i na tom radnom mestu ostala do 1993. godine, nakon čega je prešla na mesto asistentkinje na predmetu Metodika nastave sociologije.
Takođe, bavila se i prevoditeljskim radom, prevodeći sa nemačkog jezika.

## Disidenstvo
Politički angažman Jelke Kljajić Imširović počinje na studijama sociologije, koje su se poklopile sa studentskim pobunama 1968. godine. Priključujući se pobuni ona će, iako to sama nije očekivala, postati politička zatvorenica i disidentkinja u SFRJ. O disidenstvu je pisala i sama, u svojevrsnoj  sociološkoj skici u kojoj je iznela kratak pregled istorije disidenstva u posleratnoj Jugoslaviji, kao i sopstevna iskustva sa državnom represijom.
Osvrnuvši se na položaj disidenata, Jelka Kljaić Imširović je zapisala: "Ni sebe, a ni svoje drugare, nisam doživljavala kao puke žrtve represivnog režima. Smatrala sam da čovek koji se na bilo koji način suprotstavlja takvom režimu, treba da računa s tim da postoji velika verovatnoća da ce biti i osuđen.“

### Studentska pobuna 1968.
Prema oceni Jelke Klajić Imširović, studenstka pobuna u SFRJ je odraz očiglednog nesklada stvarnosti i političkih proklamacija državnog vrha socijalističke države. Nju samu je pokrenulo „zdravorazumsko saznanje o bedi vladajuce radničke klase i radnog seljaštva“, koje je do tada artikulisala samo u krugu porodice i prijatelja. Studentske pobune, koje su obeležile svet 1968. godine, obeležile su i život i rad Jelke Kljajić Imširović.

### Hapšenje
Nakon same pobune 1968, situacija se na jugoslovenskim univerzitetima, među studentima i studentkinjama radikalizuje, ujedno, i državni vrh kreće sa jačanjem repersije nad neistomišljenicima, kako studentima , tako i profesorima na univerzitetima, i drugima. U svom tekstu „Disidentsvo i zatvor“, Jelka Kljajić Imširović  pojašnjava da je u krugu od dvadesetak studenata zaključeno da su: „revolucionarna teorija drustva i revolucionarna radnicka partija dve bitne pretpostavke i istovremeno činioci transformacije savremenog represivnog klasnog drustva u istinsko socijalističko drustvo.“
Ideja o revolucionarnoj radničkoj partiji nikada nije zaživela, ali su skice Milana Nikolića o mogućoj revolucionarnoj radničkoj partiji bile dovoljno za hapšenje Jelke Kljajić Imširovića, Pavluška Imširovića, i samog Nikolića, sa optužbom za neprijateljsko udruživanje protiv naroda i države, i propagandu, a u medijima su imenovani (neopravdano i netačno) kao „ trocistička trojka“. Osuđenja je na godinu i šest meseci zatvora.

### Slobodni univerzitet u Beogradu
Rad Jelke Kljajić Imširović, Pavluška Imširovića, Milana Nikolića, kao i drugih pripadnika grupe mladih studenata koji su sa marskističkih pozicija kritikovali SFRJ ( poput Vladimira Mijanovića, Miodraga Milića, Dragomira Olujića, Gordanа Jovanovića, koji su, uz već pomenute Pavluška Imširovića i Milana Nikolića završili na sudu poznatom kao „suđenje šestorici“ 1984. godine), organizuju Slobodni univerzitet, neformalnu akademsku instiituciju na kojoj učestvuju studenti i mladi ljudi.
Slobodni univerzitet je oformljen u stanu Vladimira Mijanovića, i bio je aktivan po stanovima učesnika sve do pomenutog hapšenja i suđenja „šestorici“.

### Naučno-istraživački rad
Nakon izlaska iz zatvora, Jelka Kljajić Imširović nastavlja, osim aktivističkog angažmana i svoj akademski rad. uprkos pritiscama vlasti da se odstrani sa Filozofskog fakulteta. Objavljuje autorske radove i prikaze u stručnim časopisima, i bavi se i prevodilačkim radom.
U naučno-istraživačom radu njen fokus je usklađen sa njenim aktivističkim angažmanom – u nizu tekstova, prikaza i prevoda bavi se, između ostalog, i pitanjem masa, klasa kao i kritičkom teorijom društva Frankfurtske škole.

## Mirovni aktivizam
Jugoslovensko disidenstvo, koje se pojavljilo u više struja (ugrubo se može imenovati kao levičarsko- marksističko, građansko i nacionalističko, što je ujedno i svojevrsna hronologija njihivog pojavljivanja), sa raspadom SFRJ se mahom pojavljuje i kao opozicija režimu Miloševića i ratu. Najprincipijelnija disidentska struja koja se organizovala protiv raspada i ratova u SFRJ jeste levičarska, nju sledi  građanska opcija, ali se i nacionalisti pojavljuju na različite načine da bi, praktično, i preuzeli opoziciono delovanje tokom devedestih godina u Srbiji, u liku bivšeg partijskog apartčika Vuka Draškovića.
Najistrajnije u antiratnom angažmanu su svakako žene, aktivstkinje-levičarke, i među prvima upravo Jelka Kljajić Imširović, kao i druge feminisitkinje sa teritorije bivše SFRJ. One su izrasle iz  prve feminističke konferencije  održanoj u SFRJ - „Drug-ca“ organizovane 1978, da bi preko feminističke grupe „Žena i društvo“ oformile i prvi SOS telefona u Beogradu, povezan sa ostalim feminističkim grupama u bivšoj Jugoslaviji. Predanost feminističkih grupa mirovnom aktivizmu bila je jedinstvena tokom trajanja režima Miloševića, i nakon njegovog rušenja.
Naime, prvi antiratni protest u Beogradu organizovale su ženske grupe. Beogradski ženski lobi ( jedne od osnivačica su Jelka Kljajić Imširović i Nadežda Radović), Ženski parlament (čije je stvaranje najviše poticala Neda Božinović) i Ženska stranka.

### Beogradski ženski lobi
Aktivnosti Beogradskog ženskog lobija  kao i Ženske stranke i Ženskog parlamenta) bile su usmerene na parlamentarni život u Srbiji. Jedna od važnih aktivnosti, neposredno pred rat, u vezi je sa debatom o abortusu, novom zakonu o porodici, i predlogom da se uvede Ministarstvo za žene.
Sa početkom rata, Beogradski ženski lobi objavaljuje antiratno saopštenje, povodom rata u Sloveniji, u junu 1991, i organizuje prvi anti-ratni protest u Beogradu. U avgustu 1991. – Beogradski ženski lobi upućuje Skupštini SFRJ zahtev za demilitarizaciju Jugoslavije naslovljen „Rat ne vodi miru“,  takođe učestvuje u i u  antiratnoj akciji „Crni flor“, kao i u nizu drugih akcija.
Jedna od važnih tema kojima će se baviti Jelka Klajić Imširović  u Beogradskom ženskom lobiju, i kojom su feminsitikinje bavile i tokom i nakon rata, jeste  klerikalizacija Srbije. U saopštenju Beogradskog ženskog lobija iz 1997. godine, koje kritikuje Srpsku pravoslavnu crkvu, osim Jelke Kljajić Imširović i Nadežde Radović (Ćetković), potpisuje se i dr Svenka Savić, feminstkinja i lingvistkinja iz Novog Sada.

### Žene u crnom
U osnivačice antimilitarističko-feminističke grupe Žene u crnom,  osim Jelke Kljajić Imširović, između ostalih spadaju Staša Zajović. Lepa Mlađenović, Nadežda Radović, Ljiljana Gaković, Lina Vušković, i Slavica Stojanović.
Najupornije antiratne proteste u Srbiji, poznate kao „stajanje sredom“, upravo su održavale Žene u crnom, pune četiri godine, od 09.10.1991, do potpisivanja Dejtonskog mirovnog sporazuma 1995. godine,  uvek sredom, i svake srede u te četiri godine.

### Naučno-istraživački rad
Sa izbijanjem rata u SFRJ, analitički radovi Jelke Kljajić Imširović se okreću samom ratu, nacionalizmu, i klerikalizaciji društva. U svom radu iz 1991. godine  „Od socijalizma do samoupravnog nacionalizma“, Jelka Klajić Imširović osvrćući se na političku ponudu „partijskog pluralizma“  ocenjuje da : „Nacional-partijske oligarhije koje su došle na vlast posle višestranačkih izbora u većoj ili manjoj meri praktikuju modele vladanja karakteristične za jednopartizam“.
Bavila se i istraživanjima o položaju žena, a svoje radove je objavljivala u stručnim časopisima, u  glasilu „Republika“ kao i u aktivističkim zbornicima.

## Izbor radova
1. Dileme kritičke teorije, Filozofija, 4/1971., str. 103-144.
2. Filozofska hermeneutika Hansa Georga Gadamera, Filozofija, 3-4/1973., str. 77-88.
3. Migracija radnika: serija radova Instituta za geografiju sveučilišta u Zagrebu, Sociološki pregled, 1/1973., str. 141-146.
4. Razmišljanja savremenih marksista o Marksovom “Kapitalu”, Sociološki pregled, 2-3/1973., str. 327-340.
5. Ideja i pokret saveta u nemačkoj Novembarskoj revoluciji, Kulturni radnik, 2/1976., str. 149-190.
6. Shvatanje mase u nemačkoj fenomenološkoj i formalnoj sociologiji: Maks Šeler, Leopold fon Vize i Teodor Gajger, u zborniku: Masa u sociološkoj teoriji (red. m.ranković), Institut za sociološka istraživanja filozofskog fakulteta, Beograd, 1977., str. 240-260.
7. Shvatanje savremenog društva i njegovog razvitka u kritičkoj teoriji frankfurtske škole, u zborniku: Ogledi iz sociologije društvenog razvoja (red. m.ranković), Institut za sociološka istraživanja filozofskog fakulteta, Beograd, 1981., str. 105.
8. O knjizi “Kontrarevolucija i revolt”, u: H.markuze, kontrarevolucija i revolt, Grafos, Beograd, 1982., str. 131-142. (pogovor)
9. Od staljinizma do samoupravnog  nacionalizma, Centar za filozofiju i društvenu teoriju, beograd, 1991., str. 256 (knjiga)
10. Kriza, rat, sankcije... i ženske potrebe (uvodni tekst i  upitnik), u zborniku: Žene za mir, Žene u crnom, Beograd, 1994., str. 261-265.
11. Vlast, rat, zaborav: proizvođenje i nametanje zaborava o ratu, u zborniku: Žene za mir, Žene u crnom, Beograd, 1996., str. 74-78.
12. Etničko čišćenje, rasizam, ksenofobija, ibid., str. 84-90.
13. Beskraj ratobornog režima. zakon o nasleđivanju – još jedan atak na ljudska prava i protivnike rata i militarizma, republika br. 133-134, 1-29. februar 1996.
14. Disidenti i zatvor, Republika br.196/1998., str. 11-22.
15. Ženski parlament 1991-1993., u zborniku: Ka vidljivoj ženskoj istoriji, ženske studije, Beograd, 1998., str. 85-107.
16. Žena i veronauka: patrijarhat kao božja volja, u zborniku: Religija, žene, obrazovanje: izmedju duhovnosti i politike, Nandi, Beograd, 2001., str. 52-61.

## Spoljašnje veze
- Muzej 90tih Архивирано на веб-сајту  (28. новембар 2023)
- Žene u crnom